# Nezastavitelný
Nezastavitelný (v anglickém originále Unstoppable) je americký akční film z roku 2010. Režisérem filmu je Tony Scott. Hlavní role ve filmu ztvárnili Denzel Washington, Chris Pine, Rosario Dawson, Lew Temple a Ethan Suplee.

## Ocenění
Film byl nominován na Oscara v kategorii nejlepší střih zvuku.

## Obsazení
| Denzel Washington (Bohdan Tůma)  | Frank Barnes  |
| Chris Pine (Martin Písařík)      | Will Colson   |
| Rosario Dawson (Tereza Bebarová) | Connie Hooper |
| Lew Temple                       | Ned Oldham    |
| Ethan Suplee                     | Dewey         |
| Kevin Dunn (Pavel Rímský)        | Oscar Galvin  |
| Kevin Corrigan                   | Scott Werner  |
| Kevin Chapman                    | Bunny         |